# Кароси (Асти)
Кароси је насеље у Италији у округу Асти, региону Пијемонт.
Према процени из 2011. у насељу је живело 40 становника. Насеље се налази на надморској висини од 317 м.